# یواس‌اس اسپارک (۱۸۱۳)
یواس‌اس اسپارک (۱۸۱۳) (به انگلیسی: USS Spark (1813)) یک کشتی بود که طول آن 103' (between perpendiculars) بود. این کشتی در سال ۱۸۱۳ ساخته شد.